# Gili Bia
Gili Bia eller Gili Tepekong är en ö i Indonesien.   Den ligger i provinsen Provinsi Bali, i den sydvästra delen av landet, 1 000 km öster om huvudstaden Jakarta.